# Jan Adach
Jan Adach, ps. Czer (ur. 3 czerwca 1913 w Nowym Franciszkowie, zm. 30 lipca 1981 w Puławach) – polski wojskowy i nauczyciel, szef organizacyjny w Komendzie Głównej Okręgu Lublin Batalionów Chłopskich.

## Życiorys
Był synem Józefa i Marianny. Mieszkał w Godowie. Zdobył wyższe wykształcenie nauczycielskie i pracował w zawodzie. Był podporucznikiem rezerwy. W czasie II wojny światowej należał do Stronnictwa Ludowego „Roch” i Batalionów Chłopskich. Był zastępcą komendanta obwodu Puławy Okręgu Lublin BCh oraz pełnił funkcję szefa organizacyjnego Komendy Głównej Okręgu. Przed 18 listopada 1944 został aresztowany przez komunistyczne służby bezpieczeństwa i osadzony w Lublinie. Tego dnia został wywieziony do obozów jenieckich w ZSRR – w okolicach Borowicz i w obwodzie swierdłowskim.  Z zesłania powrócił w 1947.

## Ordery i odznaczenia
- Krzyż Kawalerski Orderu Odrodzenia Polski
- Złoty Krzyż Zasługi z Mieczami
- Krzyż Partyzancki
- Krzyż Batalionów Chłopskich